# نذير بن عمو
نذير بن عمّو (دار شعبان، 27 نوفمبر 1959 )، هو رجل قانون تونسي يتولى منذ 13 مارس 2013 وزارة العدل في حكومة علي العريض.
وهو نائب في مجلس نواب الشعب ترشح عن قائمة حركة النهضة في انتخابات أكتوبر 2014

## السيرة الذاتية

### الدراسات
يحمل بن عمّو دكتوراة دولة في القانون الخاص وعلم الجريمة.

### العمل الجامعي والقانوني
درّس لعدة سنوات القانون التجاري والقانون المدني بكلية الحقوق والعلوم السياسية بتونس كما عمل كأستاذ زائر في جامعات مونتريال وبيزا وباريس الأولى. مارس بن عمّو أيضا المحاماة في محكمة النقض والمحكمة الإدارية بتونس، إلى جانب اشتغاله مستشارا قانونيا.

### دوره بعد الثورة التونسية
عيّن بن عمّو في مارس 2013 وزيرا للعدل خلفا لنور الدين البحيري في إطار تحييد وزارات السيادة، وفي 5 أبريل 2013 كان من أعضاء الحكومة الأوائل الذين صرحوا بممتلكاتهم.

## الحياة الشخصية
نذير بن عمو متوزج وله إبنان.

## المؤلفات
- 1996: سلطة المراقبة لمحكمة النقض.
- 2008: التعهد بشهرة المحل.
- 2008: العقود الخاصة، البيع والتبادل.
- 2011: الترتيبات التعاقدية وقانون الشركات.
- 2011: البطلان في قانون الشركات التجارية.
- 2011: مسؤولية الوسيط المالي.
- 2012: التغييرات القانونية والمؤسسية في منطقة البحر الأبيض المتوسط.

## مقالات ذات صلة
- حكومة علي العريض